# 杰基·龙尼
伊迪丝·龙尼，人称杰基·龙尼（英語：Edith "Jackie" Ronne，1919年10月13日—2009年6月14日）是一位美国极地探险家，是第一位参与南极探险的美国女性。龙尼以历史学者和新闻记者的身份参与了1947年至1948年的龍尼南極研究遠征，在探险中记录日志、撰写新闻稿，还协助科学研究，成为首位在南极探险队中担任正式工作的女性。此次远征在南极停留15个月，杰基也成为历史上最早在南极过冬的两位女性之一。她在首次南极探险后开始向公众介绍南极知识和探险经历，还曾多次返回南极，在商业旅行中举行讲座。1971年，杰基·龙尼和丈夫一起抵达南极点，她因此成为历史上第七位到达南极点的女性。南极洲的龙尼冰架和伊迪斯伦内地即是以她的名字命名。

## 早年生活和事业
杰基·龙尼原名伊迪丝·安娜·马斯林，于1919年10月13日出生在美国马里兰州巴尔的摩。她的父亲是查尔斯·杰克逊·马斯林（Charles Jackson Maslin），母亲是伊丽莎白·马斯林（Elizabeth Maslin）。马斯林一家住在巴尔的摩郊区，传统而恪守礼节。伊迪丝在女童军的一次夏令营中起了一个昵称“杰基”（Jackie），这个名字之后也伴随她一生。
杰基·龙尼16岁时从巴尔的摩东部高中（Eastern High School）毕业，之后进入俄亥俄州伍斯特学院学习，在这里度过两年后转入华盛顿特区的喬治華盛頓大學。龙尼1940年自乔治华盛顿大学毕业获得学士学位，主修历史专业、辅修英语。她在國家地理學會和公务员委员会任职数月后，进入美国国务院担任打字和文件归档的工作。杰基在国务院工作了五年，曾担任近东和远东文化事务部门的国际资讯专家。

## 首次南极探险
1942年，杰基经友人介绍结识了42岁的挪威极地探险家芬恩·龙尼，两人都喜爱滑雪，于是一拍即合，于1944年3月18日结为夫妻。二战后，芬恩·龙尼计划率队前往南极探险，杰基原本打算留在华盛顿特区处理相关的新闻事务。1947年，杰基前往德克萨斯州博蒙特为丈夫送行，随身只携带了一些简单的衣物和高跟鞋，准备停留两周后就返回。然而在丈夫的极力邀请下，她于1月25日与探险队一起登船出发，陪同队伍到达巴拿马，计划从这里回国。芬恩随后又力劝她送队伍前往智利瓦爾帕萊索后返回。抵达智利后，芬恩称自己缺少妻子的语言才能，无力为赞助探险的北美报业联盟撰写新闻稿，坚持与杰基一同前往南极。她最终同意了丈夫的请求，向国务院寄去了辞呈，在蓬塔阿雷纳斯购买了探险必备的衣物装备，还拉上探险队飞行员哈利·达灵顿（Harry Darlington）的加拿大籍妻子珍妮·达灵顿一同加入。杰基就此开始首次南极之行，成为首位参加南极探险的美国女性。
此次南极远征共有21名男性队员和2名女性队员参与，历时15个月，期间驻扎在斯托寧頓島瑪格麗特灣的基地。杰基和珍妮·达灵顿也是历史上最早在南极过冬的两位女性。
杰基·龙尼是历史上首位在南极探险队中担任正式工作的女性。在这次探险中，她担任了历史学者和新闻记者的职责，每天撰写探险日志，记录此行的成果。她为探险活动撰写新闻稿，发给北美报业联盟和《纽约时报》，但常常只署丈夫的姓名。杰基还参与科学工作，协助队伍中的地震学家测量记录地震和潮汐数据。她还绘制了威德尔海海岸线地图，这是当时地球上最后一段不为人知的海岸。
杰基记录的日志中收录了探险途中遇到的挑战和收获，还添加了个人心得和评论，之后成为芬恩撰写《征服南极》（Antarctic Conquest）一书的重要依据。但此次远征成员在探险中争吵和冲突不断，杰基称自己“不愿想起那种痛苦”，因此在探险结束后40多年间没有翻开过自己写下的日志。然而她也感慨探险过程中的自然风光惊艳夺目，对南极“充满敬畏”。

## 后续经历
首次探险归来后，杰基曾发誓自己绝不再去南极。她在1951年生下女儿凯伦（Karen），之后又多次回到这片大陆。她还投身于相关的事业，曾戏称自己最终“嫁给了南极”。1959年（一说1957年），杰基参加了阿根廷政府资助的首次南极商业游轮旅行。1971年，罗尔德·阿蒙森到达南极点60周年纪念时，美国海军出资邀请龙尼夫妇一起前往南极点。杰基于是成为历史上第七位到达南极点的女性，两人也是历史上首对到达南极点的夫妇。她还撰写文章、举行讲座介绍南极。她参与编写多部百科全书，并以客座讲师的身份参与了15次南极邮轮之行，介绍南极的知识和自己的探险经历。1995年，杰基和女儿一同到访南极斯托寧頓島，回到她首次探险的基地。她在此行之前才首次阅读自己写下的探险日志，并于2005年参考日志写下《南极第一夫人》（Antarctica's First Lady）一书。
杰基一生中还在全球旅行、举办讲座。她曾获得美国国会颁发的南极探险奖章、女性地理学家协会颁发的杰出成就奖和乔治华盛顿大学哥伦比亚学院颁发的特别成就奖。杰基曾于1978年至1981年间担任女性地理学家协会会长。她还是探险俱乐部和美国极地学会的会员。
1980年，芬恩·龙尼逝世后，杰基和女儿凯伦与探险俱乐部一起合作建立了芬恩·龙尼纪念奖（Finn Ronne Memorial Award），每四年颁发一次，奖励在极地研究或探险中做出突出贡献的个人。
2009年6月14日，杰基·龙尼在马里兰州贝塞斯达因癌症和阿兹海默症逝世，享年89岁。

## 影响和纪念
在1947年至1948年的探险中，芬恩·龙尼发现并命名了伊迪斯伦内地（Edith Ronne Land）以纪念杰基。之后的研究发现此处地貌比之前估计的更大，美国南極洲名稱諮詢委員會计划将这一地貌命名为“伊迪丝·龙尼冰架”，但在杰基的建议下更改为“龙尼冰架”，以纪念龙尼夫妇和芬恩·龙尼的父亲、阿蒙森南极探险队成员马丁·龙尼。
2002年，制作公司推出一部纪录片《冰上第一位女性》（First Woman on the Ice）介绍了龙尼的经历。